# Coupe de France féminine de football
Cet article concerne la compétition féminine. Pour l'équivalent masculin, voir Coupe de France de football.
Ne doit pas être confondu avec Coupe de France féminine de football (FSFSF).
La Coupe de France féminine de football est une compétition de football féminin à élimination directe organisée par la Fédération française de football (FFF), ouverte aux clubs amateurs et professionnels qui lui sont affiliés. Elle a été créée en 2001 sous le nom de Challenge de France, avant d'être renommée en 2011 en Coupe de France féminine de football.
L'Olympique lyonnais est le club qui a remporté le plus de titres de coupe de France (10).

## Histoire
Dans les années 1920, la Coupe de France féminine de football de la FSFSF était la première version de la Coupe de France, avant que la Fédération des sociétés féminines sportives de France ne cesse d'organiser des compétitions de football à la suite du déclin de la pratique féminine dans les années 1930.
Le Challenge de France de la FFF a eu lieu pour la première fois en 2001-2002, la même année que la Coupe UEFA féminine. C'est la seule compétition nationale de type coupe pour les joueuses seniors de football en France. Il voit s'affronter les équipes féminines de football de toute la France. La participation est volontaire pour les clubs de niveau régional et obligatoire pour les clubs engagés aux championnats de France de football féminin fédéral.
En 2011, la compétition change de nom et devient la Coupe de France féminine.
L'édition 2023-2024 voit pour la première fois la compétition être ouverte à des clubs d'outre-mer.

### Identité visuelle (logo)

Logo de la Coupe de France féminine de 2011 à 2013
Logo de la Coupe de France féminine de 2013 à 2019
Logo de la Coupe de France féminine depuis 2019

## Palmarès
| Numéro | Édition | Vainqueur                                                   | Finaliste                                                   | Score                                                       | Lieu                                                        | Affluence                                                   |
| ------ | ------- | ----------------------------------------------------------- | ----------------------------------------------------------- | ----------------------------------------------------------- | ----------------------------------------------------------- | ----------------------------------------------------------- |
| 1      | 2002    | Toulouse FC (1er titre)                                     | FC Lyon                                                     | 2-1                                                         | Stade Léon-Sausset Tournon-sur-Rhône                        | 800                                                         |
| 2      | 2003    | FC Lyon (1er titre)                                         | Montpellier HSC                                             | 4-3                                                         | Stade des Alouettes Montceau-les-Mines                      | 300                                                         |
| 3      | 2004    | FC Lyon (2e titre)                                          | US Compiègne                                                | 2-0                                                         | Stade Alexandre-Cueille Tulle                               | 250                                                         |
| 4      | 2005    | FCF Juvisy (1er titre)                                      | Olympique lyonnais                                          | 1-1 (Tab : 5-4)                                             | Stade de la Tête Noire Buzançais                            | 700                                                         |
| 5      | 2006    | Montpellier HSC (1er titre)                                 | Olympique lyonnais                                          | 1-1 (Tab : 4-3)                                             | Stade Pierre-Ducourtial Aulnat                              | 1 000                                                       |
| 6      | 2007    | Montpellier HSC (2e titre)                                  | Olympique lyonnais                                          | 3-3 (Tab : 3-0)                                             | Stade Auguste-Delaune Saint-Denis                           | 1 200                                                       |
| 7      | 2008    | Olympique lyonnais (1er titre)                              | Paris Saint-Germain                                         | 3-0                                                         | Stade de France Saint-Denis                                 | 700                                                         |
| 8      | 2009    | Montpellier HSC (3e titre)                                  | Le Mans UC                                                  | 3-1                                                         | Stade de Gerland Lyon                                       | 4 671                                                       |
| 9      | 2010    | Paris Saint-Germain (1er titre)                             | Montpellier HSC                                             | 5-0                                                         | Stade Robert-Bobin Bondoufle                                | 4 200                                                       |
| 10     | 2011    | AS Saint-Étienne (1er titre)                                | Montpellier HSC                                             | 0-0 (Tab : 3-2)                                             | Stade de la Pépinière Buxerolles                            | 2 200                                                       |
| 11     | 2012    | Olympique lyonnais (2e titre)                               | Montpellier HSC                                             | 2-1                                                         | Stade Jacques-Rimbault Bourges                              | 6 486                                                       |
| 12     | 2013    | Olympique lyonnais (3e titre)                               | AS Saint-Étienne                                            | 3-1                                                         | Stade Gabriel-Montpied Clermont-Ferrand                     | 5 191                                                       |
| 13     | 2014    | Olympique lyonnais (4e titre)                               | Paris Saint-Germain                                         | 2-0                                                         | MMArena Le Mans                                             | 6 588                                                       |
| 14     | 2015    | Olympique lyonnais (5e titre)                               | Montpellier HSC                                             | 2-1                                                         | Stade de l'Épopée Calais                                    | 5 529                                                       |
| 15     | 2016    | Olympique lyonnais (6e titre)                               | Montpellier HSC                                             | 2-1                                                         | Stade des Alpes Grenoble                                    | 8 789                                                       |
| 16     | 2017    | Olympique lyonnais (7e titre)                               | Paris Saint-Germain                                         | 1-1 (Tab : 7-6)                                             | Stade de la Rabine Vannes                                   | 6 616                                                       |
| 17     | 2018    | Paris Saint-Germain (2e titre)                              | Olympique lyonnais                                          | 1-0                                                         | Stade de la Meinau Strasbourg                               | 12 480                                                      |
| 18     | 2019    | Olympique lyonnais (8e titre)                               | LOSC                                                        | 3-1                                                         | Stade Gaston-Petit Châteauroux                              | 9 518                                                       |
| 19     | 2020    | Olympique lyonnais (9e titre)                               | Paris Saint-Germain                                         | 0-0 (Tab : 4-3)                                             | Stade de l'Abbé-Deschamps Auxerre                           | 4 500                                                       |
| 20     | 2021    | Compétition abandonnée en raison de la pandémie de Covid-19 | Compétition abandonnée en raison de la pandémie de Covid-19 | Compétition abandonnée en raison de la pandémie de Covid-19 | Compétition abandonnée en raison de la pandémie de Covid-19 | Compétition abandonnée en raison de la pandémie de Covid-19 |
| 21     | 2022    | Paris Saint-Germain (3e titre)                              | FF Yzeure                                                   | 8-0                                                         | Stade Gaston-Gérard Dijon                                   | 4 596                                                       |
| 22     | 2023    | Olympique lyonnais (10e titre)                              | Paris Saint-Germain                                         | 2-1                                                         | Stade de la Source Orléans                                  | 6 127                                                       |
| 23     | 2024    | Paris Saint-Germain (4e titre)                              | FC Fleury 91                                                | 1-0                                                         | Stade de la Mosson Montpellier                              | 8 011                                                       |
| 23     | 2025    | Paris FC (2e titre)                                         | Paris Saint-Germain                                         | 0-0 (Tab : 5-4)                                             | Stade de l'Épopée Calais                                    | 8 108                                                       |

## Bilans et récompenses
| Rang | Clubs                 | Titres (éditions)                                               | Finales perdues (éditions)             |
| ---- | --------------------- | --------------------------------------------------------------- | -------------------------------------- |
| 1    | Olympique lyonnais    | 10 (2008, 2012, 2013, 2014, 2015, 2016, 2017, 2019, 2020, 2023) | 4 (2005, 2006, 2007, 2018)             |
| 2    | Paris Saint-Germain   | 4 (2010, 2018, 2022, 2024)                                      | 6 (2008, 2014, 2017, 2020, 2023, 2025) |
| 3    | Montpellier HSC       | 3 (2006, 2007, 2009)                                            | 6 (2003, 2010, 2011, 2012, 2015, 2016) |
| 4    | FC Lyon               | 2 (2003, 2004)                                                  | 1 (2002)                               |
| 5    | FCF Juvisy / Paris FC | 2 (2005, 2025)                                                  | 0                                      |
| 6    | AS Saint-Étienne      | 1 (2011)                                                        | 1 (2013)                               |
| 7    | Toulouse FC           | 1 (2002)                                                        | 0                                      |
| 8    | US Compiègne          | 0                                                               | 1 (2004)                               |
| 8    | Le Mans FC            | 0                                                               | 1 (2009)                               |
| 8    | LOSC Lille            | 0                                                               | 1 (2019)                               |
| 8    | FF Yzeure             | 0                                                               | 1 (2022)                               |
| 8    | FC Fleury 91          | 0                                                               | 1 (2024)                               |